# Antracite

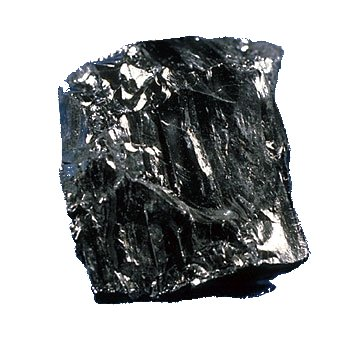
Bloco de antracite.

A antracite ou o antracito, é uma variedade compacta e dura do mineral carvão que possui elevado lustre. Difere do carvão betuminoso por conter pouco ou nenhum betume, o que faz com que arda com uma chama quase invisível. É o carvão mineral que apresenta o teor de carbono fixo mais alto (92% a 98%) e baixo conteúdo de substâncias voláteis. Os espécimes mais puros são compostos quase inteiramente por carbono. Possui alto poder calorífico.
O antracito é criado por metamorfismo e está associado às rochas metamórficas, da mesma forma que o carvão betuminoso está associado às rochas sedimentares. No leste dos Estados Unidos, as camadas de carvão betuminoso que são mineradas à superfície no planalto de Allengheny (sedimentar) do Kentucky e da Virgínia Ocidental são as mesmas que são mineradas em profundidade nas dobras (metamórficas) dos montes Apalaches, na Pensilvânia.
Foi pela primeira vez queimado experimentalmente  como combustível em 11 de fevereiro de 1808 por Judge Jeese Fell em Wilkes-Barre em uma grelha numa fogueira. 
O antracito liberta alta energia por quilo e queima limpidamente com pouca fuligem, o que o torna uma variedade de carvão mais procurado e desta forma de valor mais alto. É também usado como um filtro médio. 
No começo do século XX nos Estados Unidos, a Estrada de Ferro Lackawanna & Western começou a usar somente o carvão de antracito mais caro, apelidando-se a si mesmos de "A estrada de antracito" e noticiaram amplamente que graças ao antracito, os viajantes de sua linha podiam fazer a sua viagem sem ficarem com as roupas manchadas pela fuligem. As propagandas mostravam uma mulher trajando branco chamada "Phoebe Snow" e poemas contendo frases como "Meu traje permanece branco / De manhã até a noite / Na ferrovia do antracito".
A maioria do carvão de antracito dos Estados Unidos é encontrado no leste da Pensilvânia onde há 7 bilhões de toneladas (6.4 pentagramas) de reservas mineráveis. Depósitos em Crested Butte, Colorado foram minerados historicamente. Depósitos de antracito de 3 bilhões de toneladas (2.7 pentagramas) no Alaska nunca foram minerados. 
O antracito é similar em aparência ao lignito e algumas vezes é usado como imitação. 
O carvão antracito também é largamente utilizado em filtros de tratamento de água funcionando com taxas de filtração maiores, logo com menor área de filtração, menor volume de material filtrante e menor consumo de água de lavagem.